# 予測
| ウィキペディアには「予測」という見出しの百科事典記事はありません（タイトルに「予測」を含むページの一覧/「予測」で始まるページの一覧）。 代わりにウィクショナリーのページ「予測」が役に立つかもしれません。 |